# Paweł Matyka

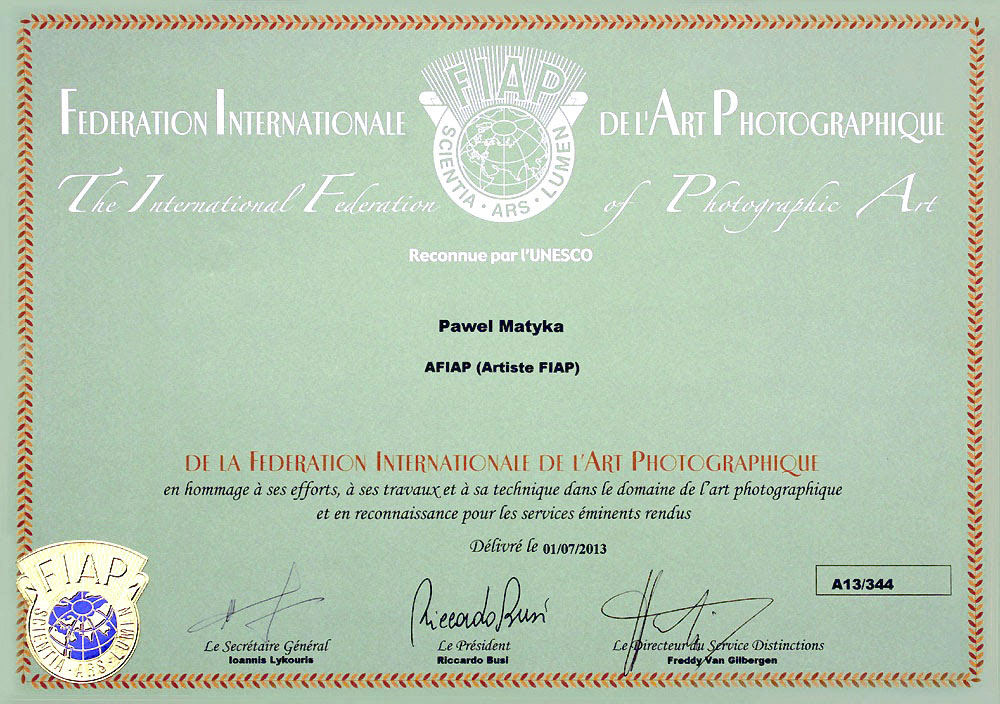
Paweł Matyka (Artiste FIAP)

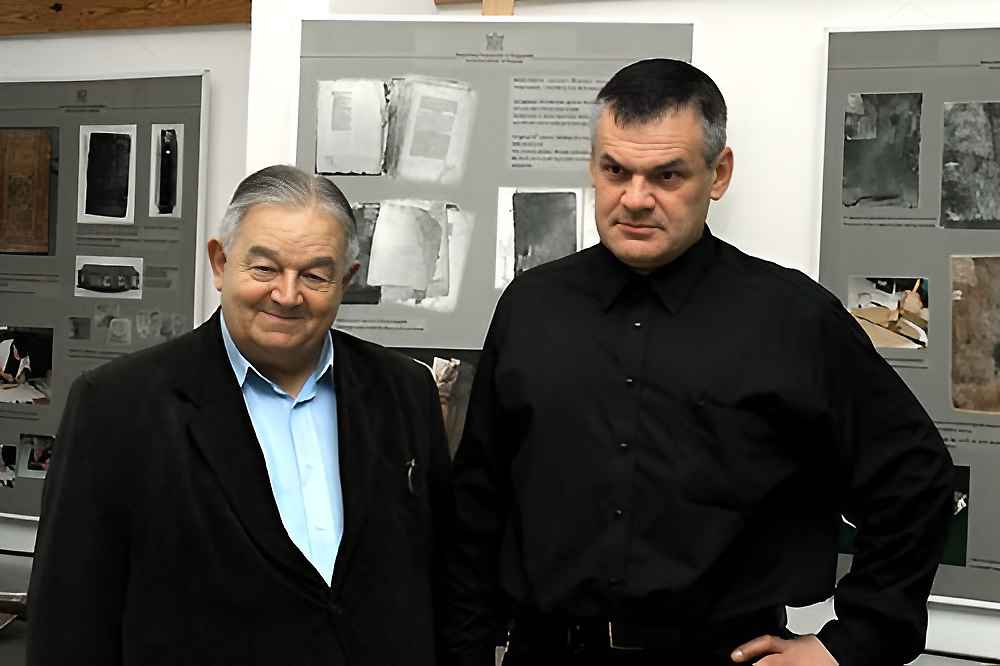
Od lewej: Paweł Pierściński, Paweł Matyka (2010)

Paweł Matyka (ur. 25 maja 1961 w Tarnobrzegu) – polski artysta fotograf, uhonorowany tytułem Artiste FIAP (AFIAP). Członek rzeczywisty i Artysta Fotoklubu Rzeczypospolitej Polskiej (AFRP). Członek Photographic Society of America. Członek Amatorskiego Klubu Fotograficzno-Filmowego „Peryskop”. Członek Zarządu Tarnobrzeskiego Towarzystwa Fotograficznego. Portrecista polskich osobistości ze świata kultury i sztuki – filmowych i teatralnych. Pionier fotografii w technice malowania światłem – w Polsce.

## Życiorys
Mieszka i pracuje w Tarnobrzegu. Jest absolwentem tarnobrzeskiego Liceum Ogólnokształcącego im. Mikołaja Kopernika.
Jest autorem i współautorem wielu wystaw fotograficznych; indywidualnych (m.in. objętych patronatem Fotoklubu RP), zbiorowych, poplenerowych, pokonkursowych. Brał aktywny udział w Międzynarodowych Salonach Fotograficznych, organizowanych (m.in.) pod patronatem FIAP, zdobywając wiele akceptacji, wyróżnień, dyplomów, listów gratulacyjnych. Prace Pawła Matyki były prezentowane w wielu krajach Europy i świata (m.in. w Anglii, Austrii, Bośni i Hercegowinie, Brazylii, Bułgarii, Chinach, Chorwacji, na Cyprze, w Czechach, we Francji, w Grecji, Holandii, Iranie, Irlandii, Jugosławii, Katarze, Polsce, Serbii, Słowenii, Turcji, Ukrainie, USA, Zjednoczonych Emiratach Arabskich). Wielokrotnie publikował swoje fotografie w prasie – (m.in.) Do Rzeczy, Express Ilustrowany, Gość Niedzielny, Vogue, Wysokie Szpilki oraz specjalistycznej prasie fotograficznej – „Fotografia”, „Foto”, „Foto Kurier”, „Foto Akt”, „Fotografia Cyfrowa”, „Foto Pozytyw”, „Biuletyn Fotograficzny”, „PSA Journal”, „Réponses Photo”. Jest kilkukrotnym laureatem konkursu fotograficznego Zdjęcie miesiąca (edycje 2006, 2009, 2010, 2011) – organizowanego przez Tarnobrzeskie Towarzystwo Fotograficzne oraz Miejską Bibliotekę Publiczną im. dr. Michała Marczaka w Tarnobrzegu. W 2010 roku został laureatem Zdjęcia roku ww. konkursu.
Od 1998 fotografuje znane osoby; aktorki i aktorów filmowych i teatralnych, uczestniczących w corocznej imprezie – Dramie Teatralnej w Tarnobrzegu, czego pokłosiem jest wydany w 2014 album fotograficzny „Twarze Dramy w obiektywie Pawła Matyki” oraz wystawa autorska „Portret w teatralnym kadrze” z 2012. Miejsce szczególne w jego twórczości zajmuje fotografia w technice malowania światłem oraz fotografia aktu.
Rokrocznie z powodzeniem prezentuje swoje fotografie na ekspozycjach Podkarpackich Konfrontacji Fotograficznych (dwie zbiorowe nagrody główne i trzykrotnie wyróżnienia – edycje IX, XIII, XIV, XV, XXI) oraz Międzynarodowego Niekonwencjonalnego Konkursu Fotograficznego Foto Odlot – w galerii WDK w Rzeszowie. W latach 2010–2012 był członkiem jury w Międzynarodowych Igrzyskach Fotograficznych Fotoigrzyska, organizowanych przez Bałtyckie Towarzystwo Fotograficzne. W 2013 był współorganizatorem ogólnopolskiego konkursu fotograficznego Przydrożny Znak Wiary – Świątki, krzyże i kapliczki przydrożne. W 2014 był członkiem jury w ogólnopolskim konkursie fotograficznym „Przydrożny Znak Wiary”. Jest autorem zdjęć do albumów fotograficznych „Fotografia w retrospektywie” (2011) oraz „Twarze Dramy w obiektywie Pawła Matyki” (2014). Jest współautorem zdjęć do albumu „Barbórkowa Drama Teatralna (1998–2007)”. Jest uczestnikiem (prowadzącym) wielu spotkań, warsztatów fotograficznych.
W latach 1970–1974 był członkiem Amatorskiego Klubu Fotograficzno-Filmowego „Peryskop”. W 2006 został członkiem Tarnobrzeskiego Towarzystwa Fotograficznego, w którym od 2008 pełni funkcję skarbnika w Zarządzie TTF. W 2010 roku został przyjęty w poczet członków rzeczywistych Fotoklubu Rzeczypospolitej Polskiej Stowarzyszenia Twórców (legitymacja nr 261). W 2011 decyzją Komisji Kwalifikacji Zawodowych Fotoklubu RP, otrzymał dyplom potwierdzający kwalifikacje do wykonywania zawodu artysty fotografa, fotografika (dyplom nr 261). W 2011 przyjęty w poczet członków Photographic Society of America. W 2013 został uhonorowany tytułem Artiste FIAP (AFIAP), nadanym przez Międzynarodową Federację Sztuki Fotograficznej FIAP. W 2013 otrzymał List Gratulacyjny Prezydenta Miasta Tarnobrzega. 
Prace Pawła Matyki zaprezentowano w Almanachu (1995–2017), wydanym przez Fotoklub Rzeczypospolitej Polskiej Stowarzyszenie Twórców, w 2017 roku. W 2018 został uhonorowany Medalem „Za Zasługi dla Fotografii Polskiej” – odznaczeniem przyznawanym przez Kapitułę Fotoklubu Rzeczypospolitej Polskiej Stowarzyszenia Twórców – w 100. rocznicę odzyskania przez Polskę niepodległości (1918–2018). W 2019 nominowany przez Kapitułę Redakcyjną Echa Dnia do tytułu Człowieka Roku 2018 – laureat 3 miejsca w kategorii Kultura. W 2020 odznaczony Brązowym Medalem „Za Fotograficzną Twórczość” – odznaczeniem ustanowionym przez Zarząd i przyznawanym przez Kapitułę Fotoklubu Rzeczypospolitej Polskiej Stowarzyszenia Twórców, w odniesieniu do obchodów 25-lecia powstania Fotoklubu RP. W 2022 otrzymał Srebrny Medal „Za Fotograficzną Twórczość”, w odniesieniu do XX edycji Podkarpackich Konfrontacji Fotograficznych. W 2023 został zaproszony do prac w składzie jury – XX edycji Międzynarodowego Konkursu Fotograficznego Foto Odlot, organizowanego pod patronatem Międzynarodowej Federacji Sztuki Fotograficznej FIAP przez Wojewódzki Dom Kultury w Rzeszowie. Jego prace znajdują się w zbiorach Muzeum Historycznego Miasta Tarnobrzega, Serbskiego Teatru Narodowego w Nowym Sadzie oraz Instytutu Teatralnego im. Zbigniewa Raszewskiego w Warszawie.

## Odznaczenia
- Medal „Za Zasługi dla Fotografii Polskiej” (2018)[47]
- Brązowy Medal „Za Fotograficzną Twórczość” (2020)[50]
- Srebrny Medal „Za Fotograficzną Twórczość” (2022)[51][56]

## Wystawy indywidualne
| Lp. | Tytuł wystawy                                        | Miejsce                               | Data | Miejscowość | Kraj    |
| --- | ---------------------------------------------------- | ------------------------------------- | ---- | ----------- | ------- |
| 1   | Paweł Matyka (fotografia) – ekspozycja multimedialna | Piano Cafe Gallery                    | 2006 | Łódź        | Polska  |
| 2   | Piękno martwej natury                                | Miejska Biblioteka Publiczna          | 2007 | Tarnobrzeg  | Polska  |
| 3   | Światłem malowane                                    | Tarnobrzeski Dom Kultury              | 2008 | Tarnobrzeg  | Polska  |
| 4   | Zaczarowane światłem                                 | Miejska Biblioteka Publiczna          | 2010 | Tarnobrzeg  | Polska  |
| 5   | Rendez-vous Image 2011 – Magic Light                 | Pałac Kongresowy                      | 2011 | Strasbourg  | Francja |
| 6   | W obiektywie Pawła Matyki                            | Biblioteka Pedagogiczna               | 2012 | Tarnobrzeg  | Polska  |
| 7   | Fotografia aktu                                      | Piwnice pod Ratuszem                  | 2012 | Sandomierz  | Polska  |
| 8   | Portret w teatralnym kadrze                          | Tarnobrzeski Dom Kultury              | 2012 | Tarnobrzeg  | Polska  |
| 9   | Kobiecość światłem otulona                           | Biblioteka Pedagogiczna               | 2015 | Tarnobrzeg  | Polska  |
| 10  | Fotografia aktu                                      | Muzeum Historyczne Miasta Tarnobrzega | 2016 | Tarnobrzeg  | Polska  |
| 11  | Cmentarz na Piaskach w Miechocinie                   | Tarnobrzeski Dom Kultury              | 2019 | Tarnobrzeg  | Polska  |

## Wystawy zbiorowe
| Lp. | Tytuł wystawy                                                   | Data | Miejscowość         | Kraj                 |
| --- | --------------------------------------------------------------- | ---- | ------------------- | -------------------- |
| 1   | International Exhibition Theatre in the Photographic Art        | 1999 | Novi Sad            | Jugosławia           |
| 2   | Radomskie Małe Formaty                                          | 2000 | Radom               | Polska               |
| 3   | Oblicza ludzi 2001                                              | 2001 | Otwock              | Polska               |
| 4   | Złota Muszla                                                    | 2001 | Koszalin            | Polska               |
| 5   | Radomskie Małe Formaty                                          | 2001 | Radom               | Polska               |
| 6   | Złota Muszla                                                    | 2002 | Koszalin            | Polska               |
| 7   | Radomskie Małe Formaty                                          | 2002 | Radom               | Polska               |
| 8   | Foto Odlot                                                      | 2005 | Rzeszów             | Polska               |
| 9   | Wyłowieni z sieci                                               | 2006 | Łódź                | Polska               |
| 10  | Pokaz multimedialny fotografii                                  | 2006 | Łódź                | Polska               |
| 11  | Zdjęcie Miesiąca                                                | 2006 | Tarnobrzeg          | Polska               |
| 12  | Foto Odlot                                                      | 2006 | Rzeszów             | Polska               |
| 13  | Radomskie Małe Formaty                                          | 2006 | Radom               | Polska               |
| 14  | Podkarpackie Konfrontacje Fotograficzne                         | 2007 | Rzeszów             | Polska               |
| 15  | Foto Odlot                                                      | 2007 | Rzeszów             | Polska               |
| 16  | Galeria Jednego Zdjęcia                                         | 2008 | Tarnobrzeg          | Polska               |
| 17  | Persona – portret                                               | 2008 | Mielec              | Polska               |
| 18  | Podkarpackie Konfrontacje Fotograficzne                         | 2008 | Rzeszów             | Polska               |
| 19  | Foto Odlot                                                      | 2008 | Rzeszów             | Polska               |
| 20  | Impresje fotograficzne                                          | 2009 | Tarnobrzeg          | Polska               |
| 21  | Być kobietą – kobiecość okiem fotografów                        | 2009 | Tarnobrzeg          | Polska               |
| 22  | Podkarpackie Konfrontacje Fotograficzne                         | 2009 | Rzeszów             | Polska               |
| 23  | Foto Odlot                                                      | 2009 | Rzeszów             | Polska               |
| 24  | Od Sofoklesa do Różewicza – Teatralne twarze Anny Chodakowskiej | 2009 | Tarnobrzeg          | Polska               |
| 25  | Zdjęcie Miesiąca                                                | 2009 | Tarnobrzeg          | Polska               |
| 26  | Zdjęcie Roku 2009                                               | 2010 | Tarnobrzeg          | Polska               |
| 27  | Podkarpackie Konfrontacje Fotograficzne                         | 2010 | Rzeszów             | Polska               |
| 28  | Tarnobrzeg w fotografii                                         | 2010 | Tarnobrzeg          | Polska               |
| 29  | Zdjęcie Miesiąca                                                | 2010 | Tarnobrzeg          | Polska               |
| 30  | Międzynarodowy Salon Fotografii „Tylko Jedno Zdjęcie"           | 2010 | Jarosław            | Polska               |
| 31  | Zdjęcie Roku 2010                                               | 2011 | Tarnobrzeg          | Polska               |
| 32  | Podkarpackie Konfrontacje Fotograficzne                         | 2011 | Rzeszów             | Polska               |
| 33  | Twarze teatru – z historii Dramy Teatralnej                     | 2011 | Tarnobrzeg          | Polska               |
| 34  | Bristol International Salon of Photography                      | 2011 | Bristol             | Anglia               |
| 35  | Rendez-vous Image                                               | 2011 | Strasbourg          | Francja              |
| 36  | Croatian International Digital Photo Salon                      | 2011 | Osijek              | Chorwacja            |
| 37  | Trierenberg Super Circuit                                       | 2011 | Linz                | Austria              |
| 38  | Zdjęcie Miesiąca                                                | 2011 | Tarnobrzeg          | Polska               |
| 39  | With love to Women                                              | 2011 | Lwów                | Ukraina              |
| 40  | With love to Women                                              | 2011 | Kijów               | Ukraina              |
| 41  | With love to Women                                              | 2011 | Zaporoże            | Ukraina              |
| 42  | With love to Women                                              | 2011 | Wrocław             | Polska               |
| 43  | With love to Women                                              | 2011 | Kraków              | Polska               |
| 44  | With love to Women                                              | 2011 | Praga               | Czechy               |
| 45  | With love to Women                                              | 2011 | Równe               | Ukraina              |
| 46  | With love to Women                                              | 2011 | Odessa              | Ukraina              |
| 47  | With love to Women                                              | 2011 | Pafos               | Cypr                 |
| 48  | International Salon of Digital Photography                      | 2011 | Kočevje             | Słowenia             |
| 49  | International Salon of Photography                              | 2011 | Novi Sad            | Serbia               |
| 50  | Al-Thani Award for Photography                                  | 2011 | Ad-Dauha            | Katar                |
| 51  | Międzynarodowy Salon Fotografii „Tylko Jedno Zdjęcie"           | 2011 | Jarosław            | Polska               |
| 52  | Remis                                                           | 2011 | Ostrów Wielkopolski | Polska               |
| 53  | International Salon of Photography Animals                      | 2011 | Novi Sad            | Serbia               |
| 54  | International Photo Awards                                      | 2011 | Los Angeles         | USA                  |
| 55  | Holland International Image Circuit                             | 2012 | Hoorn               | Holandia             |
| 56  | Podkarpackie Konfrontacje Fotograficzne                         | 2012 | Rzeszów             | Polska               |
| 57  | Foto Odlot                                                      | 2012 | Rzeszów             | Polska               |
| 58  | Akt i Portret Artystyczny – Afrodyta 2011                       | 2012 | Wrocław             | Polska               |
| 59  | Połączyła ich pasja                                             | 2013 | Tarnobrzeg          | Polska               |
| 60  | Podkarpackie Konfrontacje Fotograficzne                         | 2013 | Rzeszów             | Polska               |
| 61  | International Salon of Photography                              | 2013 | Bundoran            | Irlandia             |
| 62  | International Salon of Photography                              | 2013 | Kula                | Serbia               |
| 63  | China International Exhibition of Photography                   | 2013 | Hangzhou            | Chiny                |
| 64  | Salon of International Photography                              | 2013 | South Devon         | Anglia               |
| 65  | International Contest of Photography                            | 2013 | Kočevje             | Słowenia             |
| 66  | International Salon of Photography                              | 2013 | Swansea             | Walia                |
| 67  | Piotr Fronczewski – 45 lat na scenie                            | 2013 | Tarnobrzeg          | Polska               |
| 68  | International Salon of Photography                              | 2014 | Kula                | Serbia               |
| 69  | International Exhibition of Art Photography                     | 2014 | Han Pijesak         | Bośnia i Hercegowina |
| 70  | Podkarpackie Konfrontacje Fotograficzne                         | 2015 | Rzeszów             | Polska               |
| 71  | Podkarpackie Konfrontacje Fotograficzne                         | 2016 | Rzeszów             | Polska               |
| 72  | Podkarpackie Konfrontacje Fotograficzne                         | 2017 | Rzeszów             | Polska               |
| 73  | Huangbai Mountain International Photography Exhibition          | 2018 | Huangbai            | Chiny                |
| 74  | Podkarpackie Konfrontacje Fotograficzne                         | 2019 | Rzeszów             | Polska               |
| 75  | Elite Photo Salon Greece                                        | 2020 | Ateny               | Grecja               |
| 76  | International Exhibition Theatre in the Photographic Art        | 2020 | Novi Sad            | Serbia               |
| 77  | Międzynarodowy Konkurs Fotograficzny „Wszystkie Dzieci Świata"  | 2020 | Pacanów             | Polska               |
| 78  | Podkarpackie Konfrontacje Fotograficzne                         | 2020 | Rzeszów             | Polska               |
| 79  | Wystawa jubileuszowa 25-lecia Fotoklubu RP – online             | 2020 | Warszawa            | Polska               |
| 80  | Mental Health 2020 International Exhibition of Photography      | 2021 | Teheran             | Iran                 |
| 81  | Foto Odlot                                                      | 2021 | Rzeszów             | Polska               |
| 82  | Jauense Salon of Photographic Art                               | 2022 | Jaú                 | Brazylia             |
| 83  | International Photography Contest of Aladag                     | 2022 | Aladağ              | Turcja               |
| 84  | Międzynarodowy Konkurs Fotograficzny „Wszystkie Dzieci Świata"  | 2022 | Pacanów             | Polska               |
| 85  | Podkarpackie Konfrontacje Fotograficzne                         | 2023 | Rzeszów             | Polska               |
| 86  | International Exhibition Theatre in the Photographic Art        | 2023 | Novi Sad            | Serbia               |
| 87  | Finaliści XXI Podkarpackich Konfrontacji Fotograficznych        | 2023 | Tarnobrzeg          | Polska               |
| 88  | Międzynarodowy Konkurs Fotograficzny „Wszystkie Dzieci Świata"  | 2023 | Pacanów             | Polska               |
| 89  | International Photo Salon Digital Flash Music                   | 2023 | Sofia               | Bułgaria             |
| 90  | Podkarpackie Konfrontacje Fotograficzne                         | 2024 | Rzeszów             | Polska               |
| 91  | Międzynarodowy Konkurs Fotografii „Akt w małym formacie”        | 2024 | Świdnica            | Polska               |

Źródło

## Publikacje (albumy)
| Lp. | Tytuł albumu                                             | Data wydania | autor/współautor |
| --- | -------------------------------------------------------- | ------------ | ---------------- |
| 1   | Fotografia w retrospektywie                              | 2011         | autor zdjęć      |
| 2   | Fotografie malowane światłem                             | 2011         | autor zdjęć      |
| 3   | Tarnobrzeski Rocznik Kulturalny                          | 2012         | współautor zdjęć |
| 4   | Tarnobrzeski Rocznik Kulturalny                          | 2013         | współautor zdjęć |
| 5   | Barbórkowa Drama Teatralna (1998–2007)                   | 2013         | współautor zdjęć |
| 6   | Tarnobrzeski Rocznik Kulturalny                          | 2014         | współautor zdjęć |
| 7   | Twarze Dramy w obiektywie Pawła Matyki                   | 2014         | autor zdjęć      |
| 8   | Almanach Fotoklubu Rzeczypospolitej Polskiej (1995–2017) | 2017         | współautor zdjęć |

## Nagrody (wyróżnienia)
- Wyróżnienie – Foto-Kurier 08(1997)
- Wyróżnienie – Foto 12(2000)
- Wyróżnienie – Foto 07(2002)
- Wyróżnienie – Foto-Kurier 12(2002)
- Wyróżnienie – Foto 08(2005)
- Wyróżnienie – Foto 09(2005)
- Wyróżnienie – Cyfrografia 03(2006)
- Wyróżnienie – Zdjęcie miesiąca (Tarnobrzeg 2006)
- Wyróżnienie – Polskie Kulturalne Podziemie  PKPzin 06(2006)
- Wyróżnienie – Foto-Akt 06(2007)
- Nagroda – Galeria Jednego Zdjęcia (Tarnobrzeg 2008)
- Wyróżnienie – Foto-Kurier 12(2008)
- Wyróżnienie – Fotografia Cyfrowa 04(2009)
- Wyróżnienie – Foto 11(2009)
- Wyróżnienie – Zdjęcie miesiąca (Tarnobrzeg 2009)
- Wyróżnienie – Zdjęcie miesiąca (Tarnobrzeg 2010)
- Wyróżnienie – Tarnobrzeg w fotografii (Tarnobrzeg 2010)
- Nagroda – Zdjęcie roku (Tarnobrzeg 2010)
- Wyróżnienie – Zdjęcie miesiąca (Tarnobrzeg 2011)
- Nagroda główna – IX Podkarpackie Konfrontacje Fotograficzne (Rzeszów 2011)
- Honorable Mention – International Photo Awards 2011[70]
- Wyróżnienie – XII Międzynarodowy Konkurs Fotograficzny – Aktu i Portretu Artystycznego – Afrodyta (Wrocław 2012)
- Wyróżnienie – XIII Podkarpackie Konfrontacje Fotograficzne (Rzeszów 2015)
- Wyróżnienie – XIV Podkarpackie Konfrontacje Fotograficzne (Rzeszów 2016)
- Wyróżnienie – XV Podkarpackie Konfrontacje Fotograficzne (Rzeszów 2017)
- Nagroda główna – XXI Podkarpackie Konfrontacje Fotograficzne (Rzeszów 2023)

Źródło

## Członek jury
| Lp. | Nazwa konkursu                                                      | Organizator                                     | Data | Miejscowość |
| --- | ------------------------------------------------------------------- | ----------------------------------------------- | ---- | ----------- |
| 1   | Międzynarodowe Igrzyska Fotograficzne Fotoigrzyska                  | Bałtyckie Towarzystwo Fotograficzne             | 2010 | Koszalin    |
| 2   | Przydrożny znak wiary                                               | Muzeum Diecezjalne w Sandomierzu                | 2014 | Sandomierz  |
| 3   | Miłość w przyrodzie                                                 | Regionalne Centrum Promocji Obszaru Natura 2000 | 2021 | Tarnobrzeg  |
| 4   | Chwila z książką                                                    | Miejska Biblioteka Publiczna                    | 2021 | Tarnobrzeg  |
| 5   | Międzynarodowy Niekonwencjonalny Konkurs Fotograficzny – Foto Odlot | Wojewódzki Dom Kultury                          | 2023 | Rzeszów     |

Źródło

## Galeria

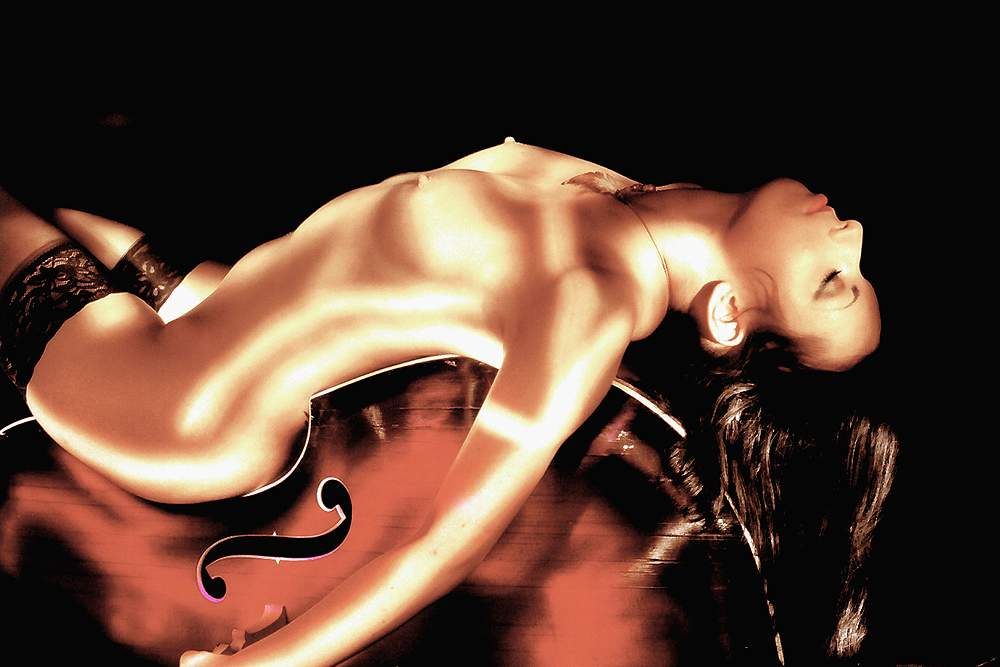
Malowanie światłem
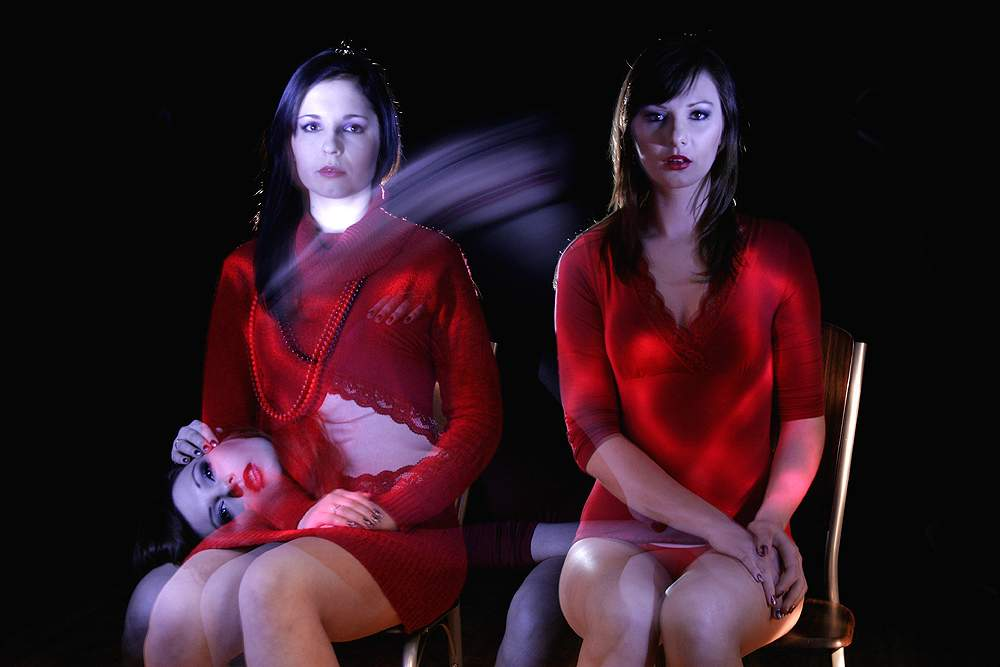
Malowanie światłem
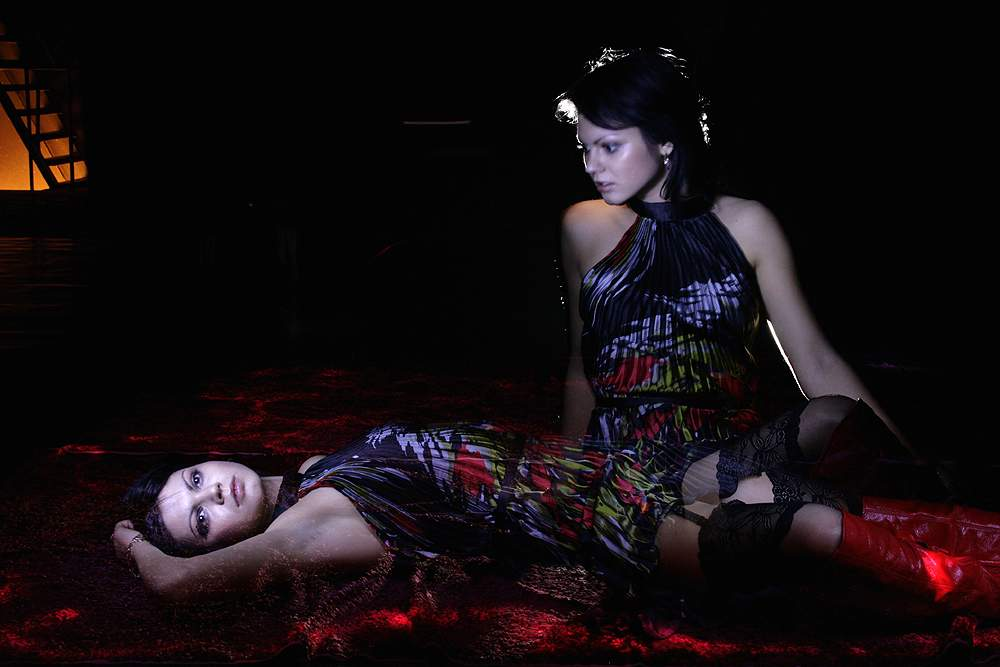
Malowanie światłem
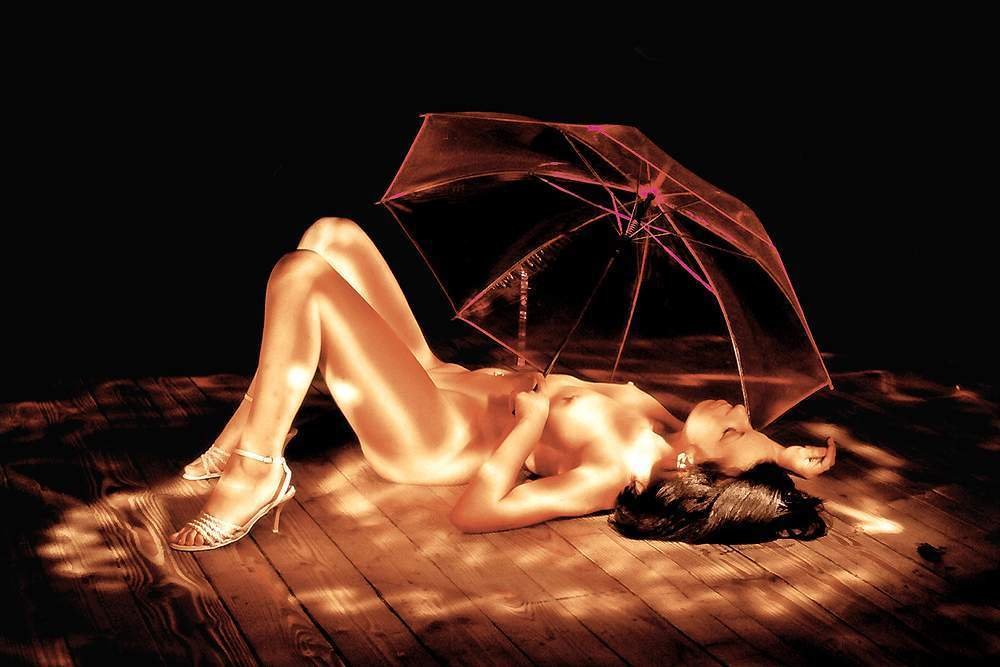
Malowanie światłem
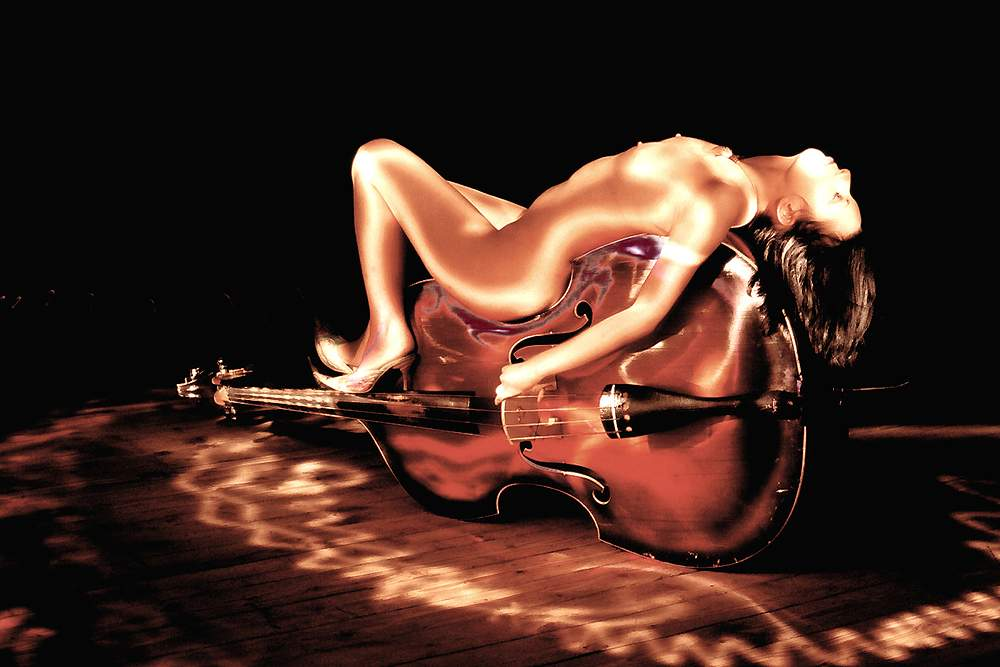
Malowanie światłem
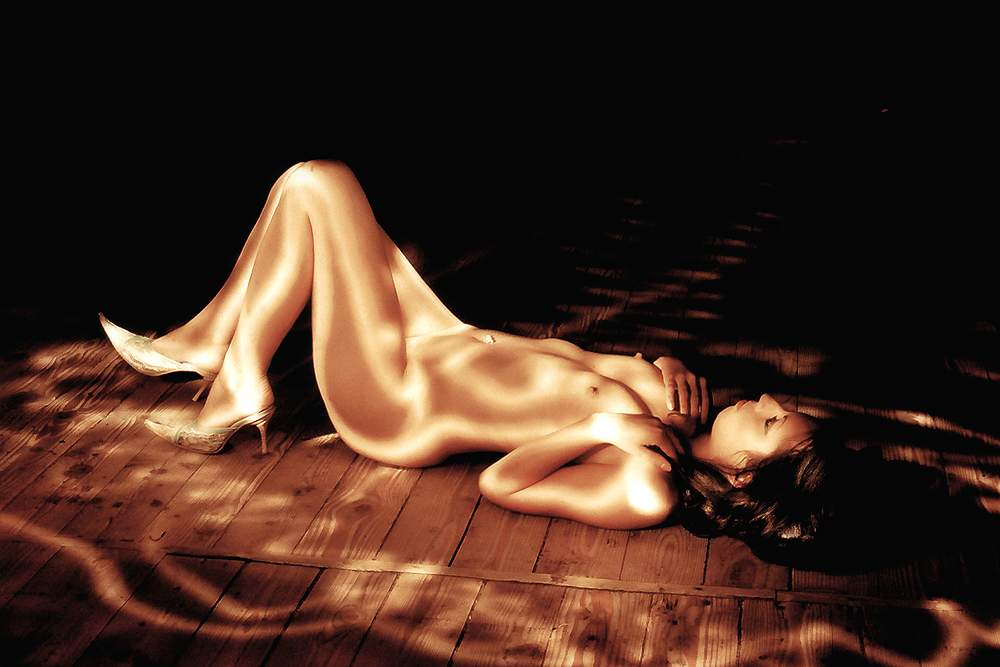
Malowanie światłem
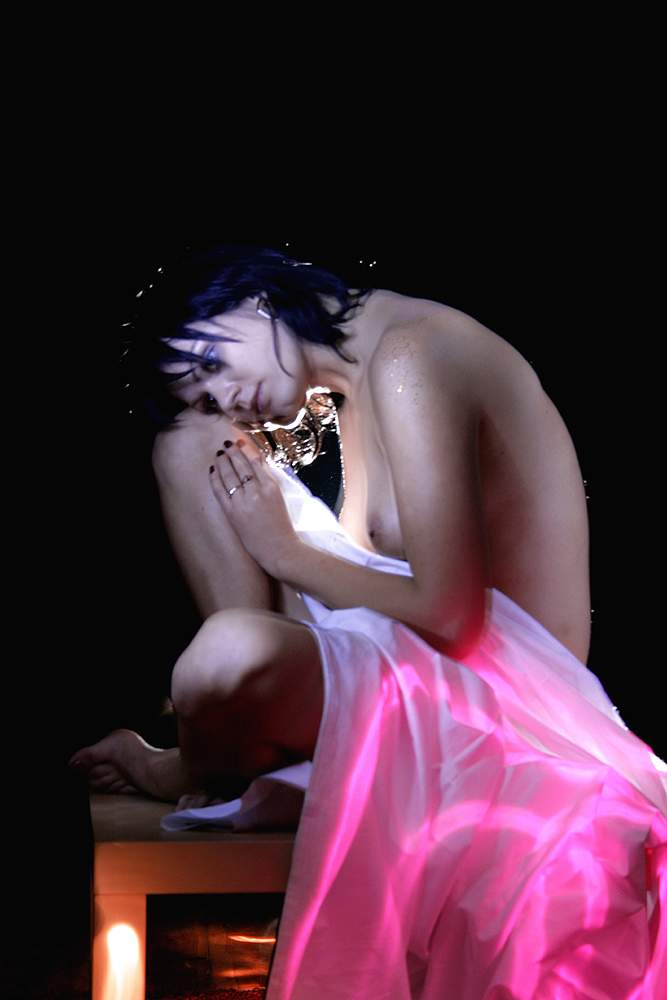
Malowanie światłem
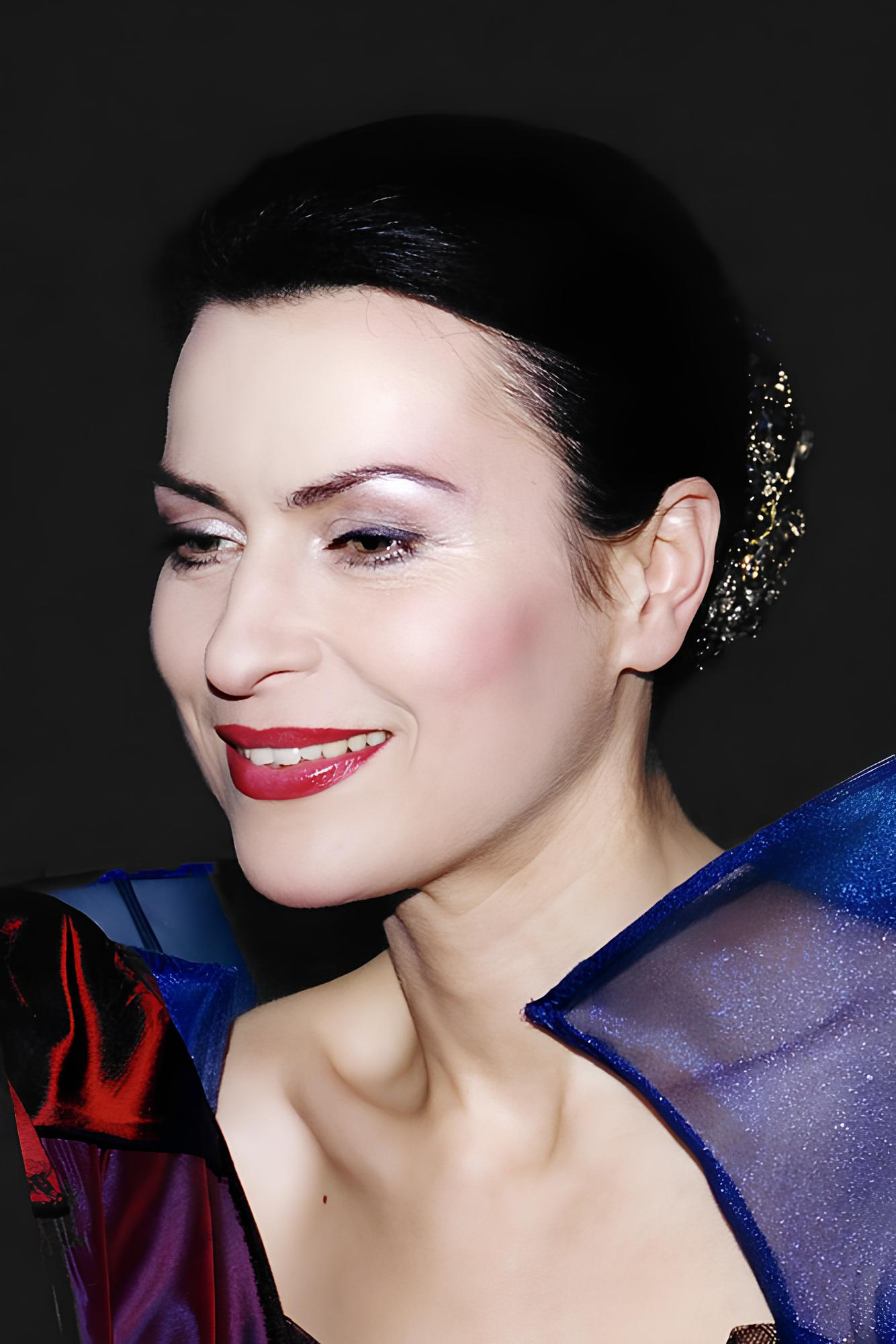
Danuta Stenka
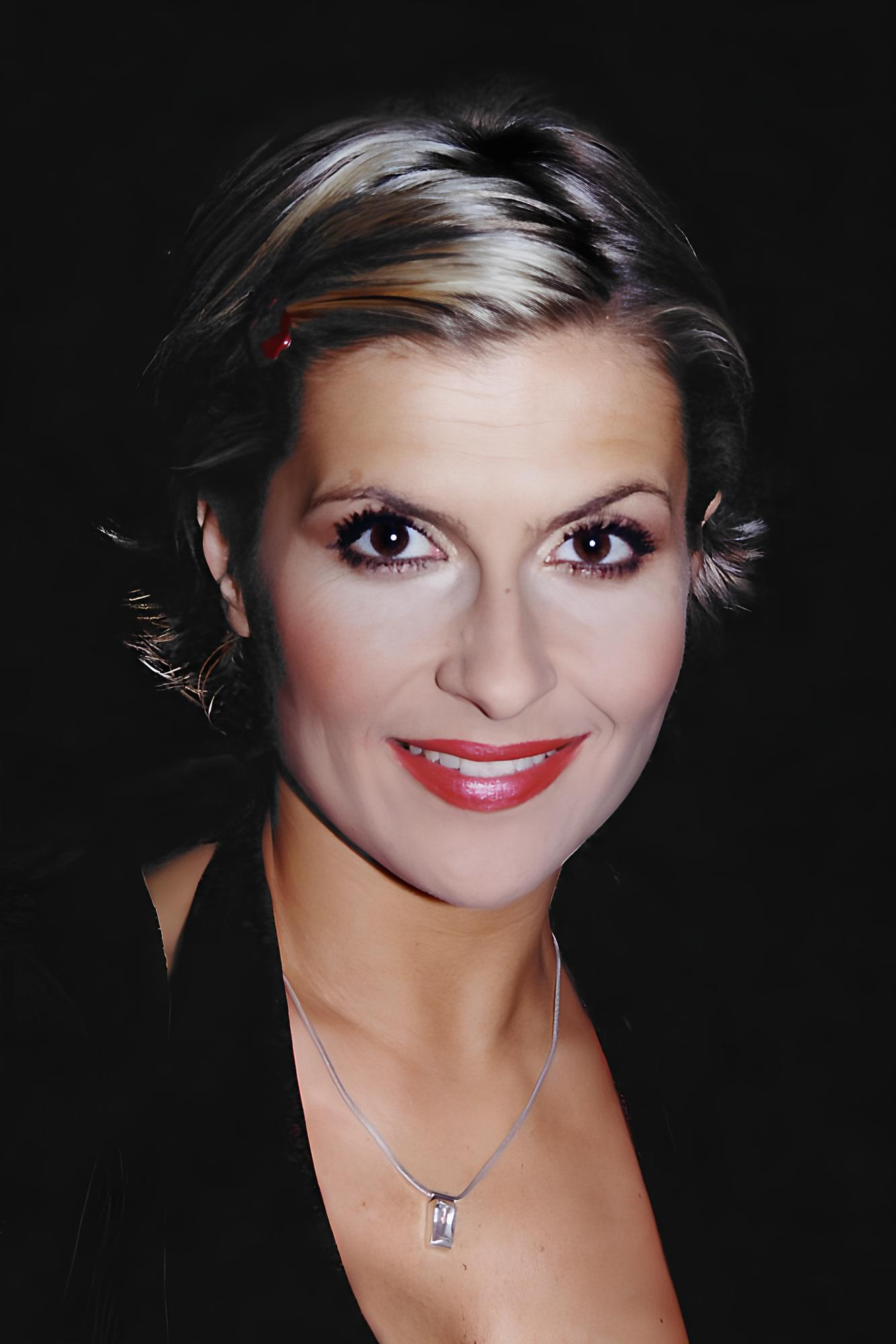
Katarzyna Skrzynecka
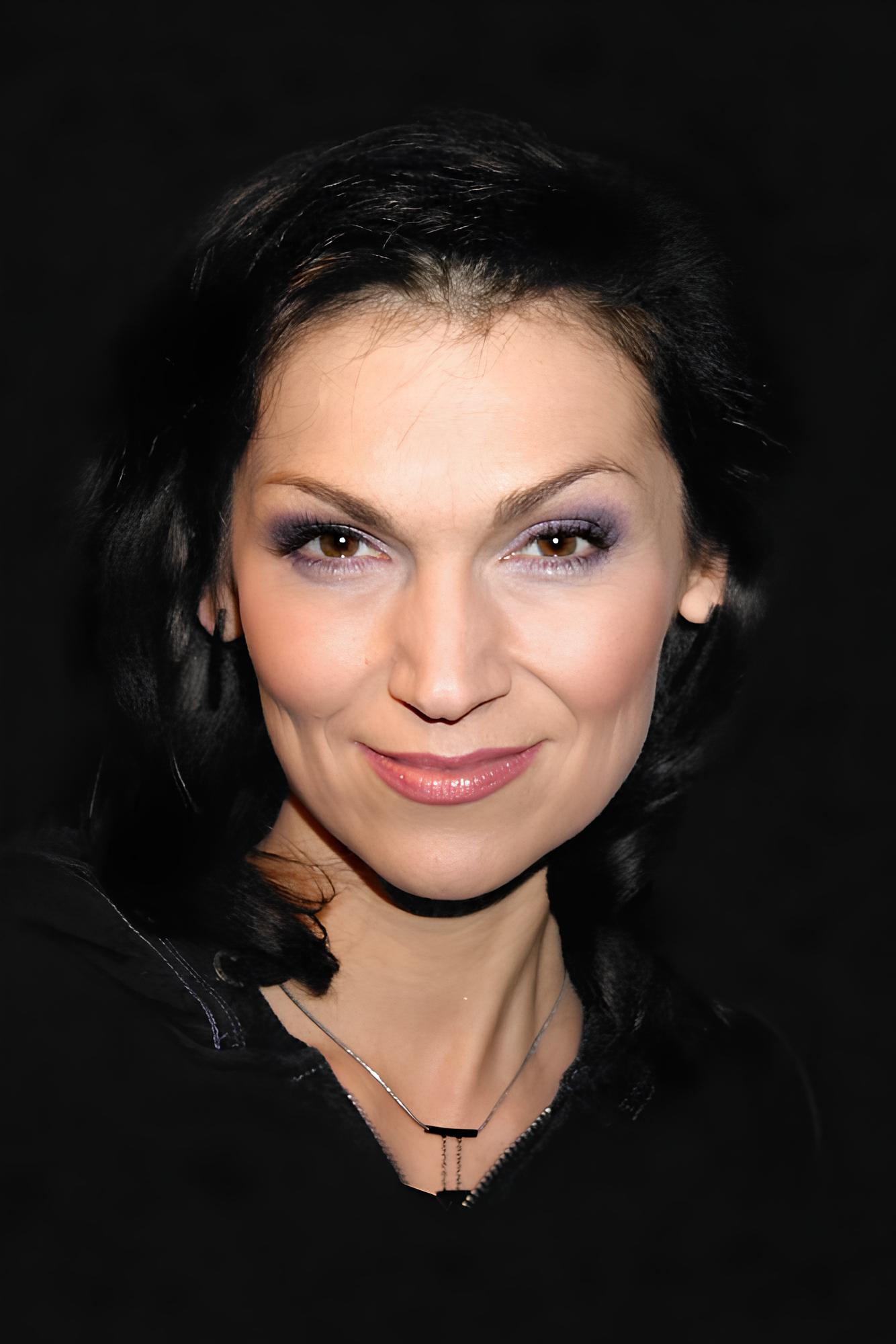
Olga Bończyk
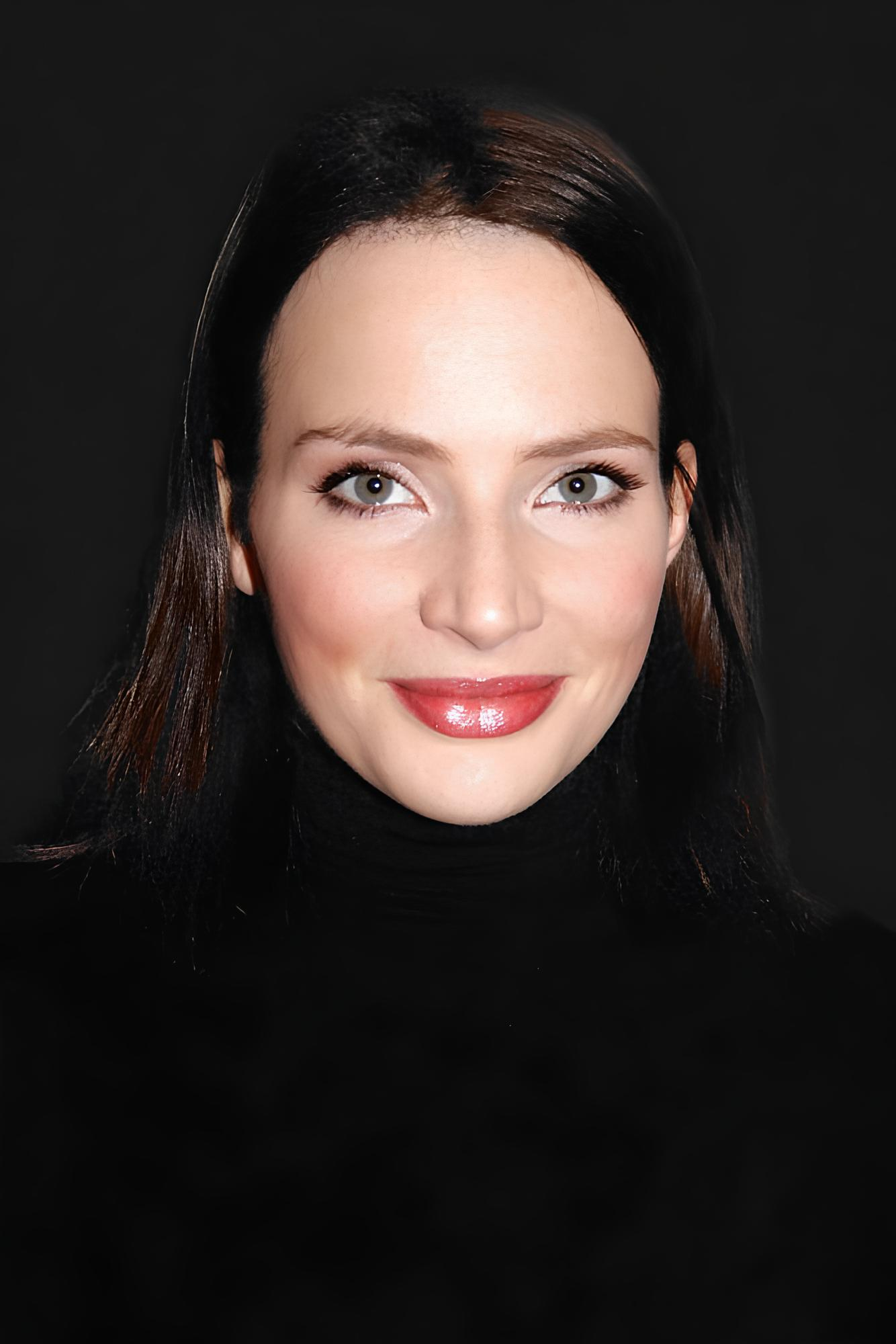
Anna Dereszowska
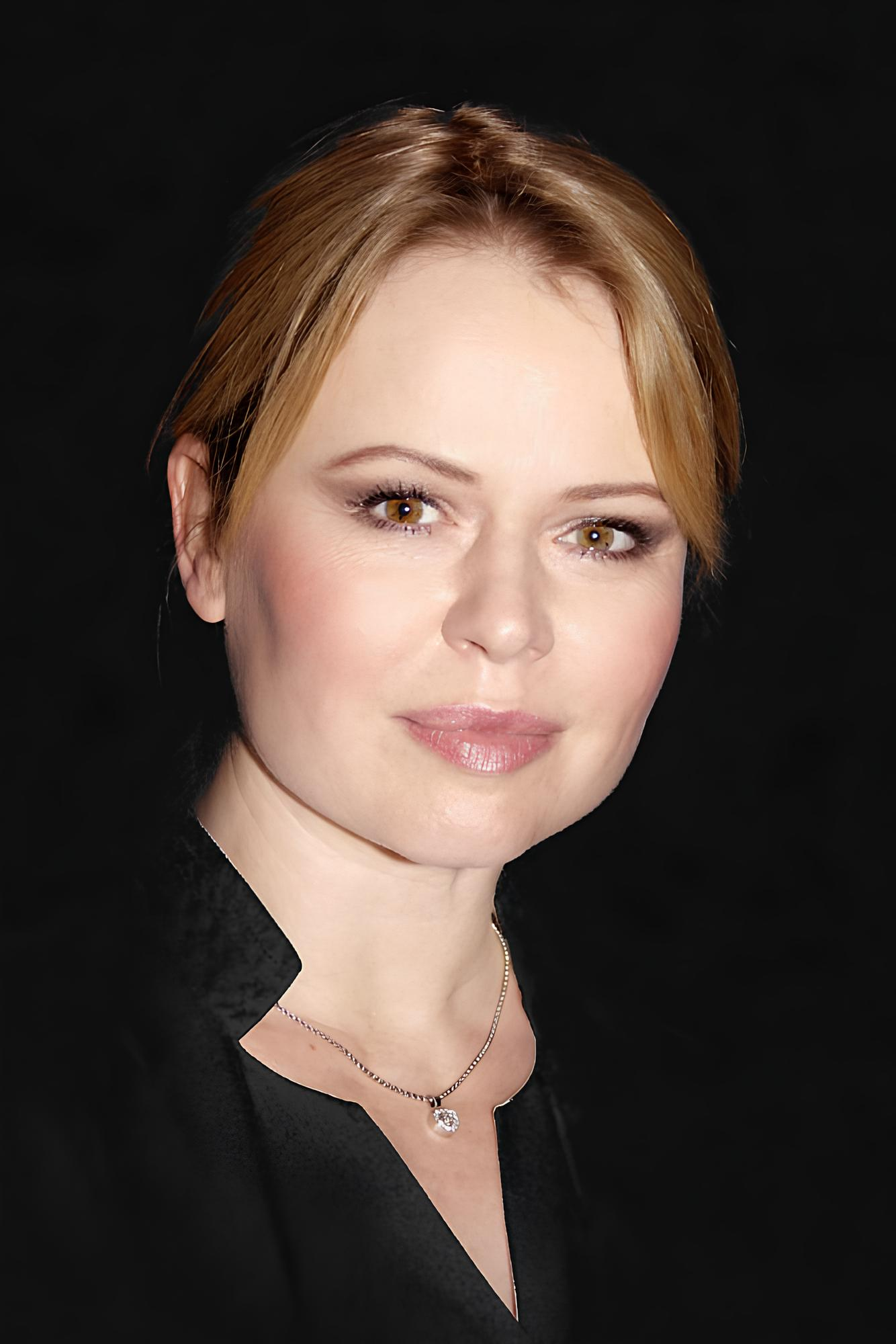
Magdalena Wójcik
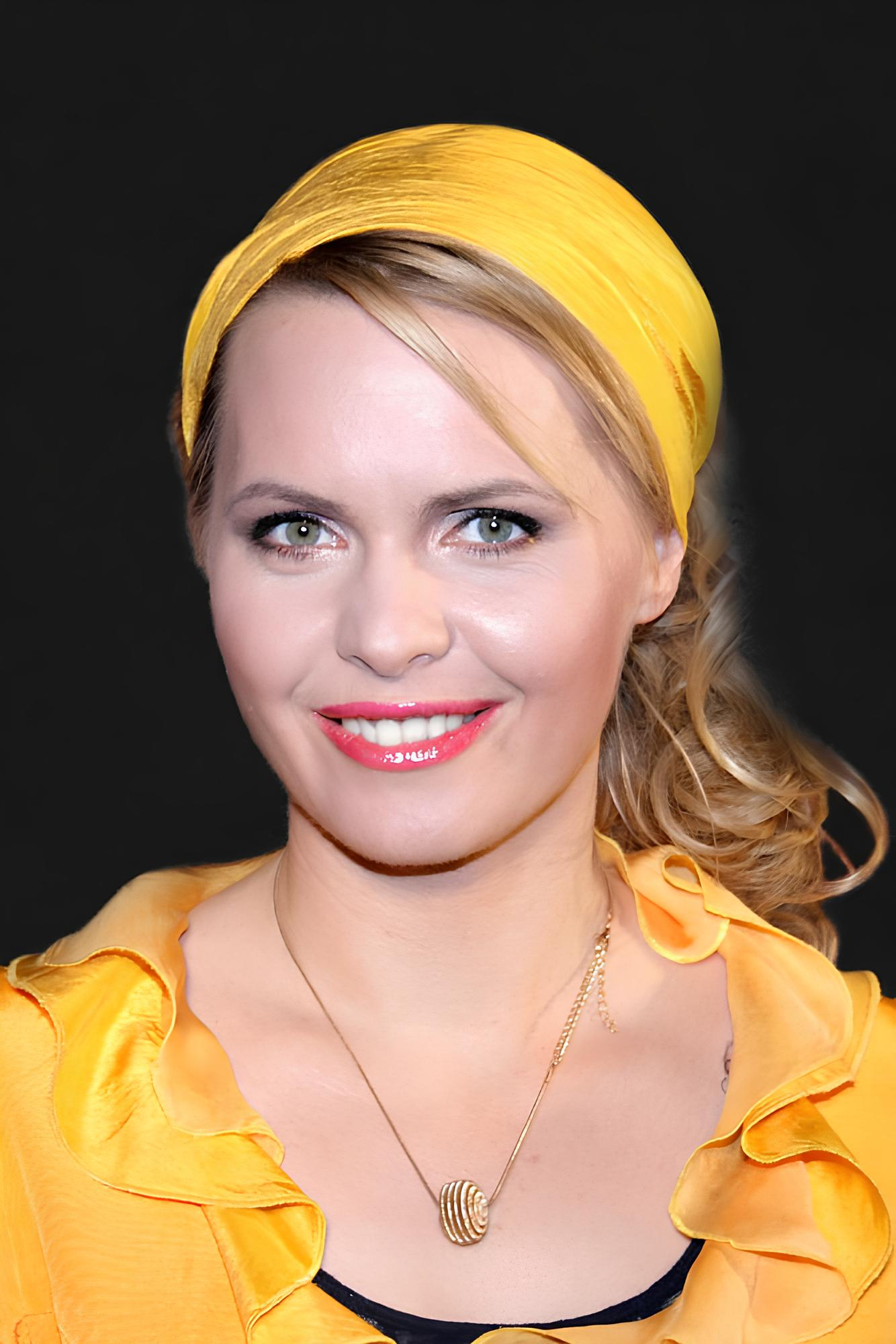
Magdalena Stużyńska